# ダリー語
ダリー語（ダリーご、دری）は、アフガニスタンの公用語の一つ。アフガン・ペルシア語とも呼ばれ、イランのペルシア語、タジキスタンのタジク語とともに新ペルシア語の標準形のひとつ。なお、「ダリー語」という公式名称は1964年にアフガニスタン政府によって定められたものであり、それ以前は「ペルシア語」と呼ばれていた。

## 概要
イラン・ペルシア語やタジク語とは、発音・語彙を中心にいくらかの違いがある。ダリー語の発音はかなり保守的であり、初期新ペルシア語の音の区別を現在もほぼ完全に留めている（イラン・ペルシア語やタジク語では一部失われている）。
語彙の大半はイラン・ペルシア語と同じだが、ダリー語にはパシュトー語（イラン語群に属するアフガニスタン系の言語）やウルドゥー語（インド語群に属するパキスタン系の言語）からの借用語が多い。また、西欧語からの新しい借用語については、イラン・ペルシア語ではフランス語由来の語が多いのに対し、ダリー語では英語由来のものが多い。

## 言語名別称
- アフガン・ペルシア語（Afghan Persian）
- East Farsi[2]
- Farsi
- Parsi
- Persian
- Tajik
- Tajiki